# آميات
الآميَّات أو ذوات الذنب المقوس أو الآميية (الاسم العلمي: Amiidae) هي فصيلة من الأسماك تتبع رتبة الآمييات من طائفة الأسماك العظمية.

## أسر
- الآمياوات (الاسم العلمي: Amiinae)
- الآمياوات الفيدالية (الاسم العلمي: †Vidalamiinae)
- الآمياوات السولنهوفنية (الاسم العلمي: †Solnhofenam)

## أجناس
- الآمية
- الآميا اليابانية (الاسم العلمي: †Nipponamia) منقرض